# Olympique Gymnaste Club de Nice 1976-1977
Questa voce raccoglie le informazioni riguardanti l'Olympique Gymnaste Club de Nice nelle competizioni ufficiali della stagione 1976-1977.

## Maglie e sponsor
Lo sponsor tecnico per la stagione 1976-1977 è Le Coq Sportif mentre lo sponsor ufficiale è JVC Nivico.
| Manica sinistra · Manica sinistra · Maglietta · Maglietta · Manica destra · Manica destra · Pantaloncini · Calzettoni |

## Risultati

### Coppa UEFA
| Arbitro: | Ok |

|                                    |           |          |
| Cuesta 13’ Marañón 65’ Caszely 73’ | Marcatori | 20’ Toko |

| Arbitro: | Linemayr |

|                   |           |                  |
| Bjeković 22’, 72’ | Marcatori | 60’ (rig.) Ortiz |